# Yamdjidjimre
Yamdjidjimre (ou Yamdjime) est une localité du Cameroun située dans l'arrondissement de Bogo, le département du Diamaré et la région de l’Extrême-Nord.

## Population
En 1975, le village comptait 108 habitants, dont 98 Peuls et 10 Massa.
Lors du recensement de 2005, on a dénombré, séparément, 204 personnes à Yamdjidjimre I et 12 à Yamdjidjimre II.